# 福浜隆宏
福浜 隆宏（ふくはま たかひろ、1966年2月2日 - ）は、日本の政治家。鳥取県議会議員（3期）。元日本海テレビアナウンサー。

## 来歴
- 島根県浜田市出身。島根県立浜田高等学校、島根大学教育学部卒業。1988年、日本海テレビジョン放送株式会社（NKT）に入社。
- 2003年から取材を始めた鳥取方式による校庭の芝生化は、日本海テレビの「報道キャンペーン」に位置づけられ、2011年までに記者・ディレクターとして30本のニュース特集と4本の番組を制作している。
- この内、2008年に全国放送された民間放送教育協会のシリーズ番組『発見！人間力』其の13「だって気持ちいいんだもん～自分たちの力による校庭の芝生化～」は、同シリーズの年間最優秀賞である「文部科学大臣賞」を受賞した。
- また、一連の報道活動が評価され、2008年度ギャラクシー賞「報道活動」部門で「大賞」を受賞した他、同年度の民放連盟賞「放送と公共性」部門で「最優秀賞」を受賞した。
- 2013年11月19日、翌年4月に実施される鳥取市長選挙出馬のため、退職願を提出。11月末付で退職[1]。
- 2014年4月13日、鳥取市長選挙にて落選。投票数は、深澤義彦：29,625票、鉄永幸紀：25,690票、福浜隆宏：25,645票。投票率は、52.96％[2][3]。
- 2015年4月12日、鳥取県議会議員選挙に出馬、鳥取市選挙区で14098票を獲得してトップ当選を果たす[4]。2019年も10420票を獲得してトップで再選[5]。2023年も9834票を獲得してトップで3選[6]。

## 人物
- 趣味は魚釣り（魚料理も）、草野球、日曜大工。日本海テレビアナウンサー日記によると、自宅に「テラス」と「自転車小屋」を造っている。
- 水瓶座。血液型A型。
- 鳥取市中ノ郷地区のふるさとづくり協議会の副会長を務めている[7]。

## アナウンサー時代の出演番組
- ズームイン!!朝!（1989年〜1998年）
- ニュース日本海プラス1（1998年4月〜2006年9月）
- Newsリアルタイム日本海（2006年10月2日〜2010年3月）
- よじまえニュース
- ニュースevery日本海（2010年4月〜2012年6月）
- 日曜お昼は3色パン（日本海テレビ、西日本放送、高知放送の共同制作番組）
- Go!5!知っテレビ